# Paweł Chochlew
Pour les articles homonymes, voir Chochlew.
Paweł Chochlew, né le 9 septembre 1971 à Elbląg (Pologne), est un réalisateur, scénariste et acteur polonais.

## Biographie
En 1999, Paweł Chochlew est diplômé de l'École nationale de cinéma (PWSTiF) de Łódź dg devient acteur au théâtre Syrena de Varsovie.
Il est frère de l'acteur Marcin Chochlew (pl)

## Filmographie partielle

### Comme acteur

#### Au cinéma
- 1996 : Chamanka (Szamanka)
- 2004 : Takie życie
- 2005 :  W drodze (film documentaire)

#### À la télévision
- 1980-2000 : Dom (pl) (série télévisée) : colocataire de Kajtek dans un hôtel ouvrier
- 1995 : Dom (pl) (série télévisée) : Robotnik
- 1997-2000 : 13 posterunek (pl)
- 1997 : Klan (série télévisée)
- 1999-2000 : Adam i Ewa (pl) (série télévisée)
- 1999 : Tygrysy Europy (pl)
- 1999-2007 : Na dobre i na złe (pl) : un bénévole de la fondation « Mam Marzenie » [« I have a dream »] (pl)
- 2000 : 13 posterunek 2 (pl) : l'homme du Bureau de protection du gouvernement
- 2003-2005 : Czego się boją faceci, czyli seks w mniejszym mieście (pl) : Leopold Raczyński

### Comme réalisateur et scénariste

#### Au cinéma
- 2004 : Takie życie
- 2012 : La Bataille de Westerplatte (Tajemnica Westerplatte)